# Котелево (Черновицкая область)
Котеле́во (укр. Котеле́ве) — село в Новоселицкой городской общине Черновицкого района Черновицкой области Украины.
До 2020 года входило в Новоселицкий район
Население по переписи 2001 года составляло 2991 человек. В 2024 году в селе проживает 2800 человек. Почтовый индекс — 60340. Телефонный код — 803733. Код КОАТУУ — 7323083201.